# Зелль
Зелль (нім. Söll) — містечко й громада округу Куфштайн у землі Тіроль, Австрія.
Зелль лежить на висоті  703 м над рівнем моря і займає площу 45,94 км². Громада налічує 3556 мешканців. 
Густота населення 77/км².  
Громада розташована в районі, який називають Зелльланд, між Високим Сальве та Вільдер Кайзер.  
|                                |
| Зелль на мапі округу та землі. |

Бургомістом міста є Йоганн Айзенманн. Адреса управління громади: Dorf 84, 6306 Söll (Tirol).

## Галерея

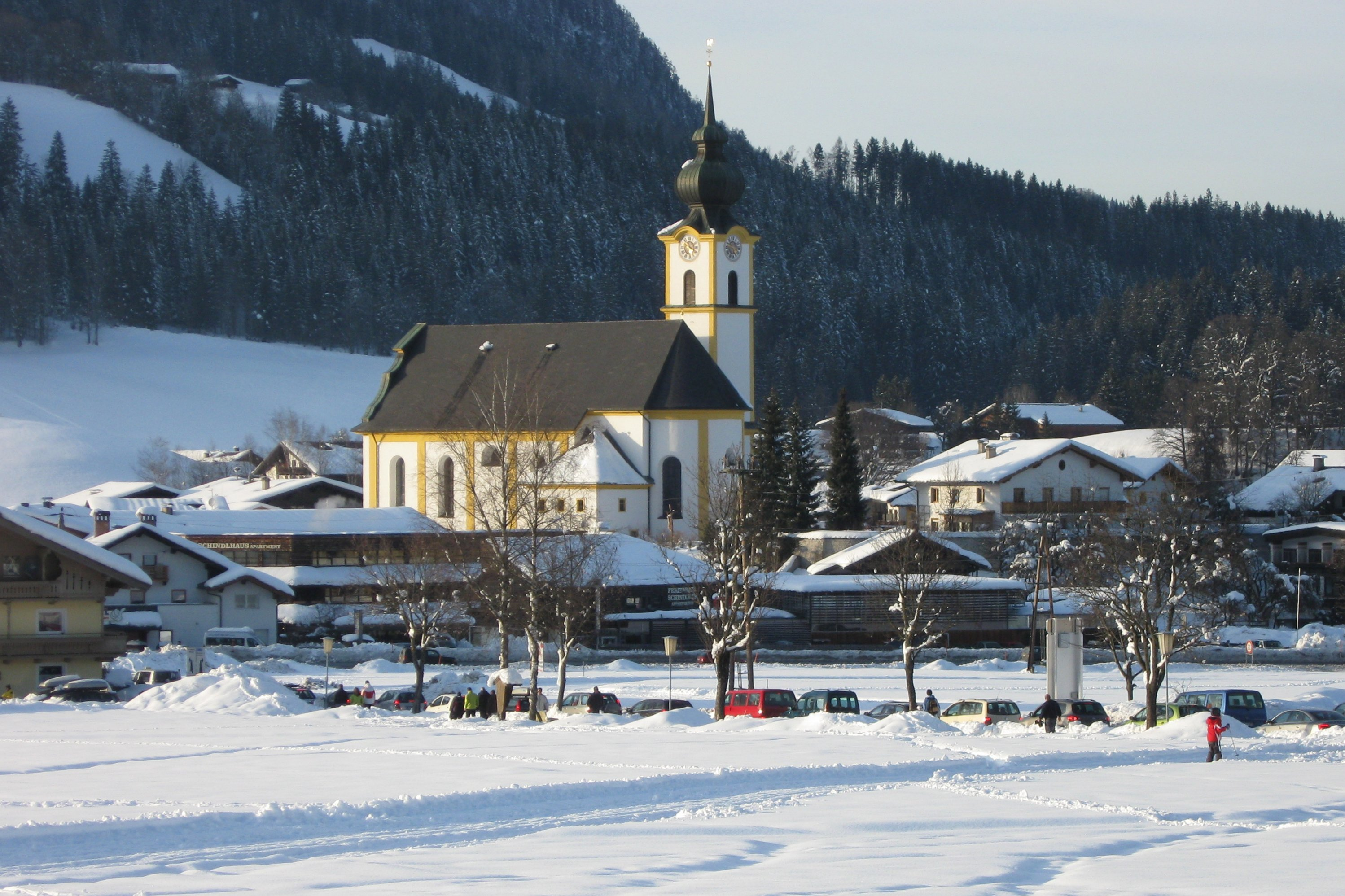
Die Barockkirche St. Peter und Paul
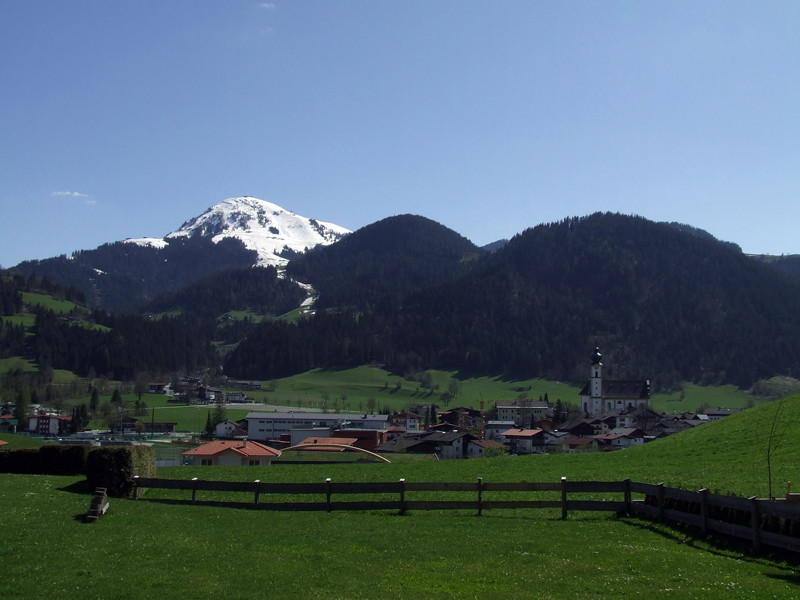
Söll und die Hohe Salve
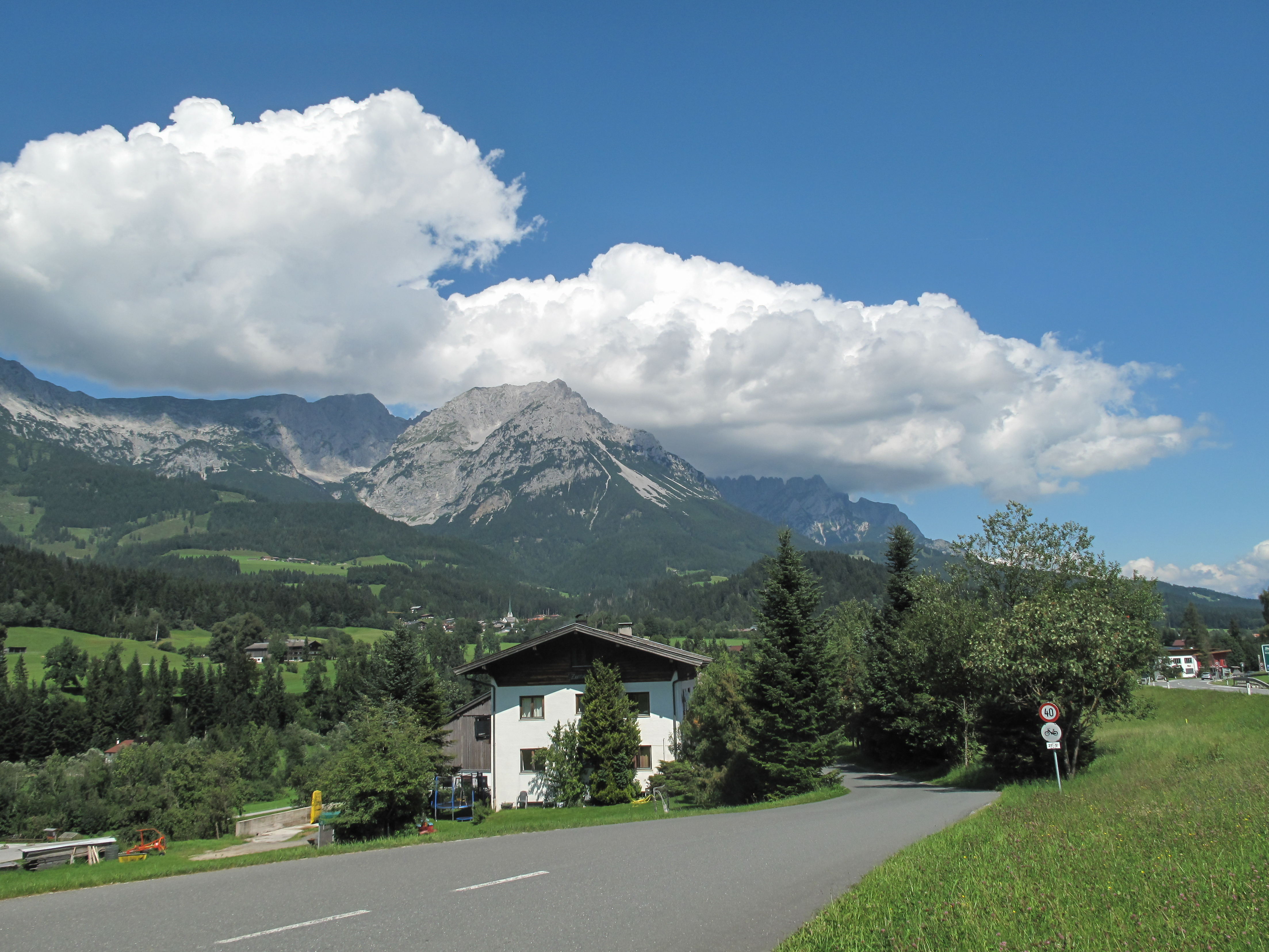
Panorama zwischen Söll und Ellmau
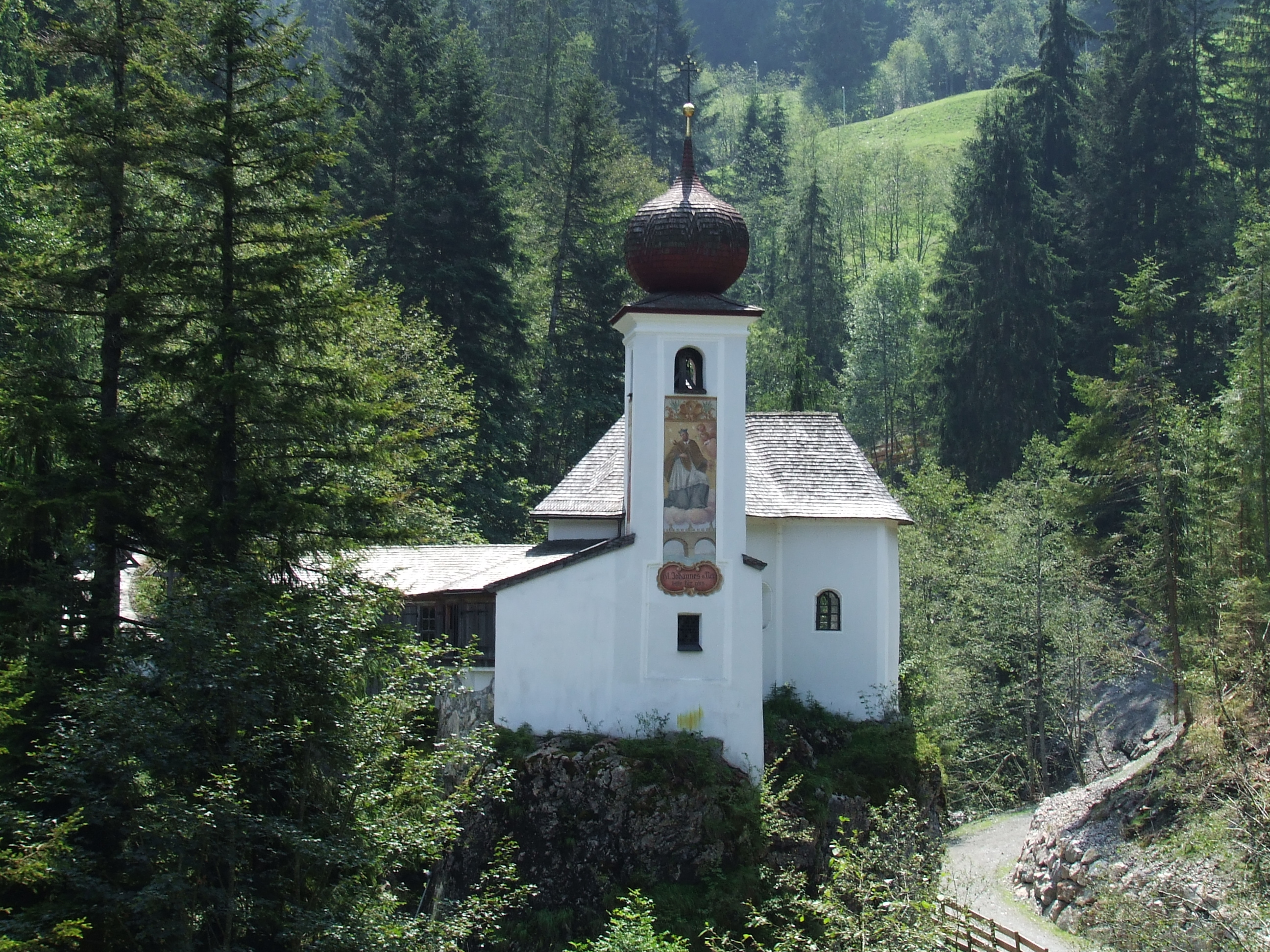
Das Wallfahrtskirchlein am Stampfanger
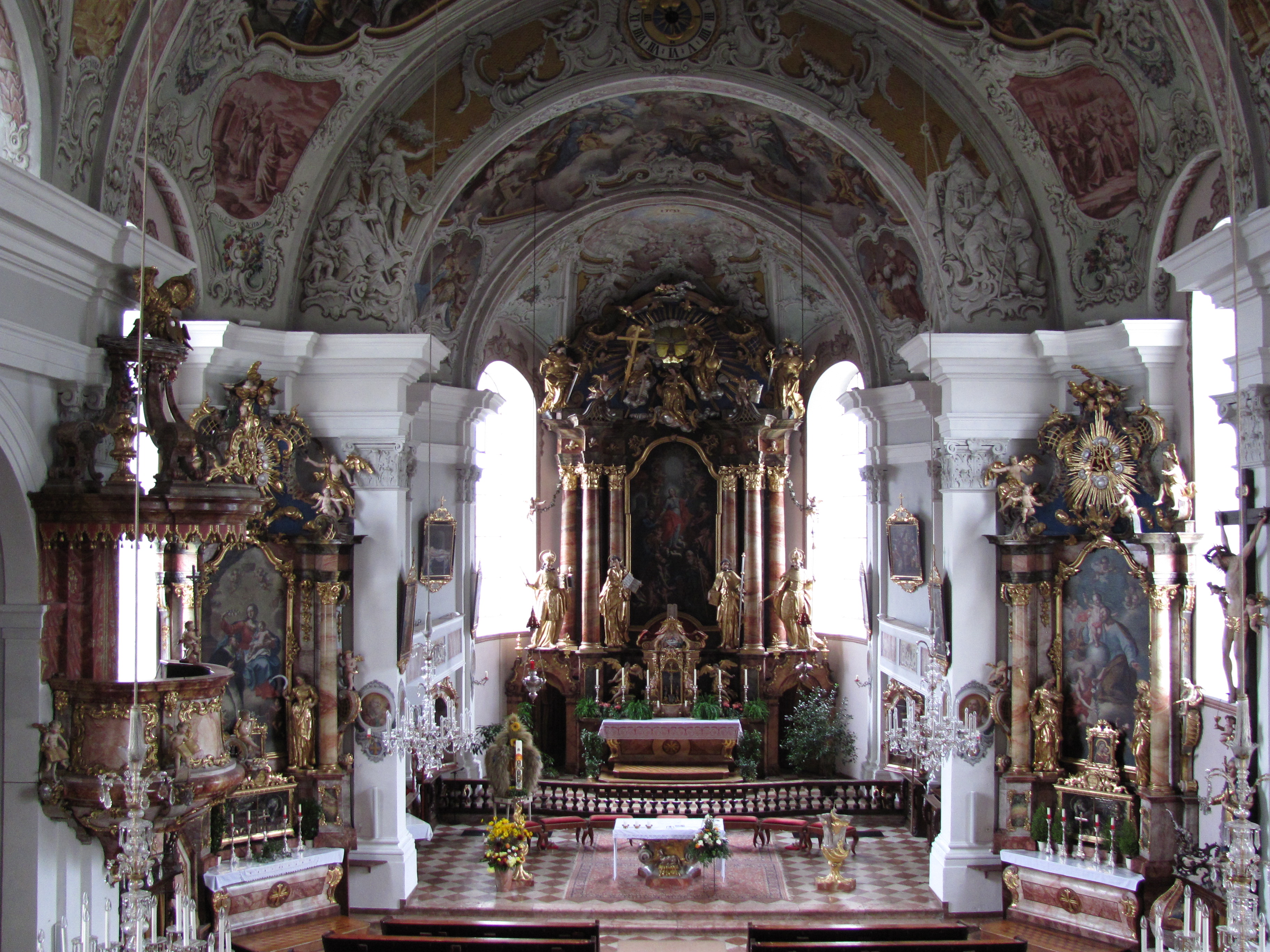
Kirche St. Peter und Paul
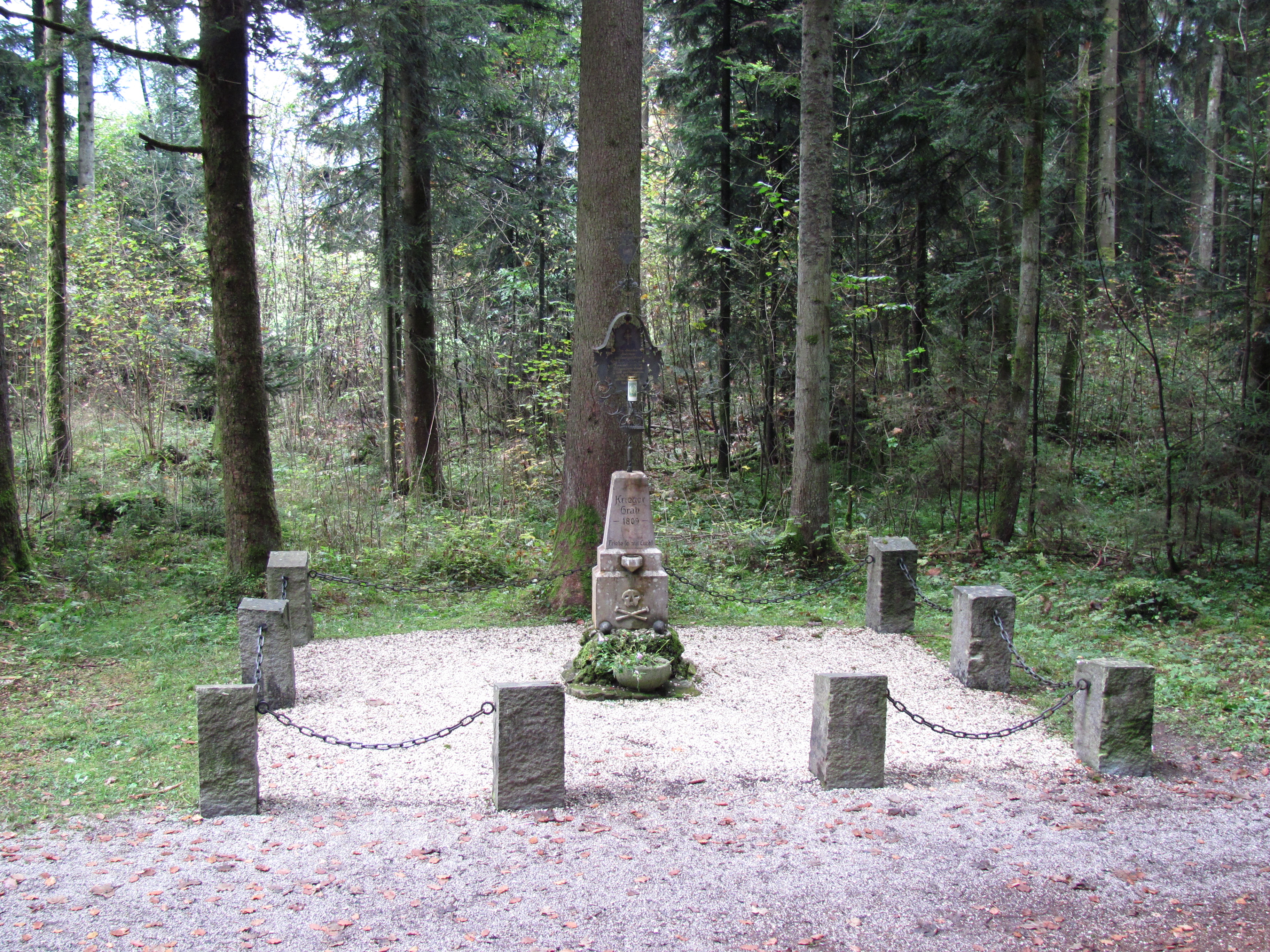
Kriegerdenkmal
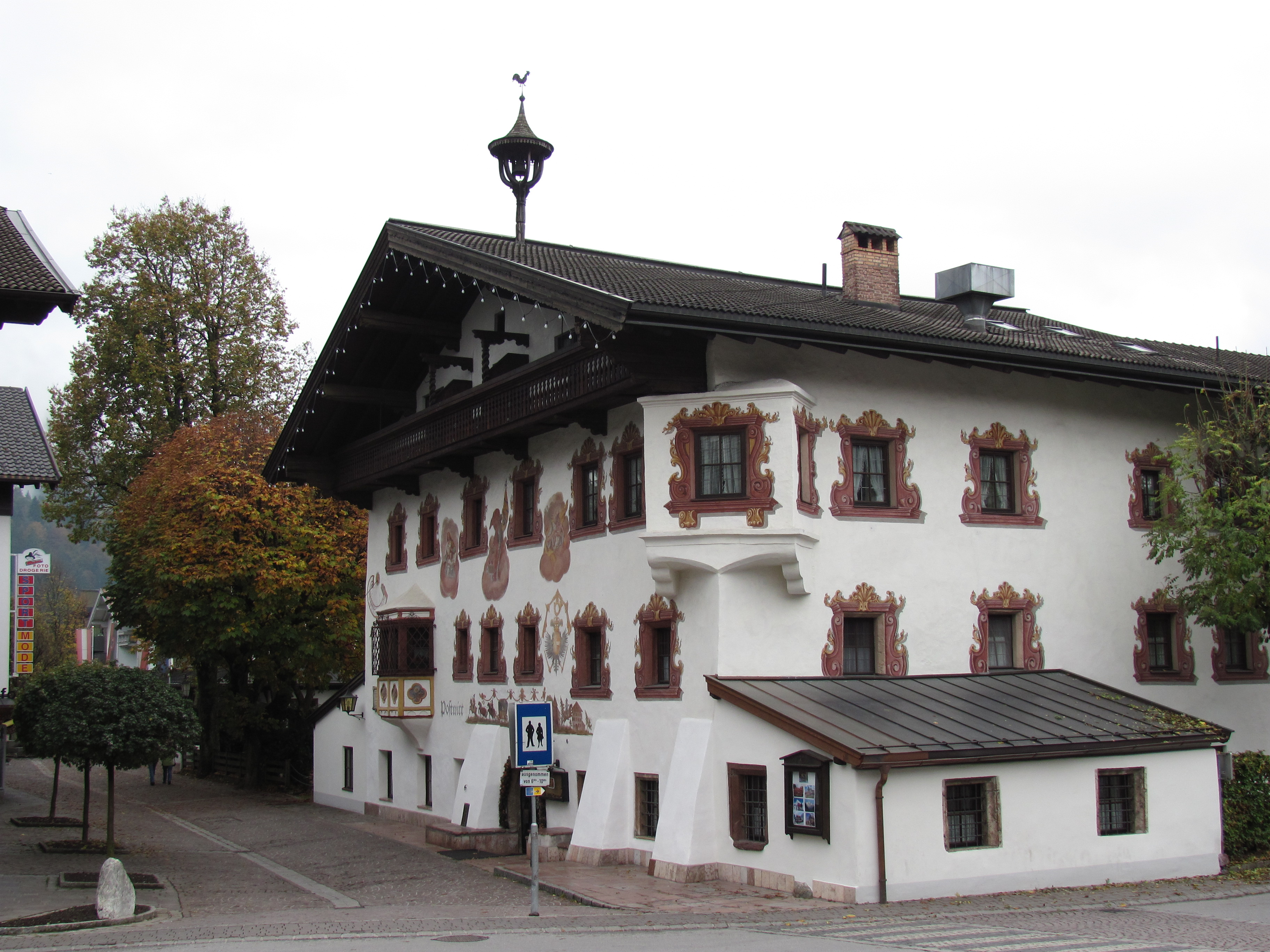
Wandmalereien an der Hauptstraße
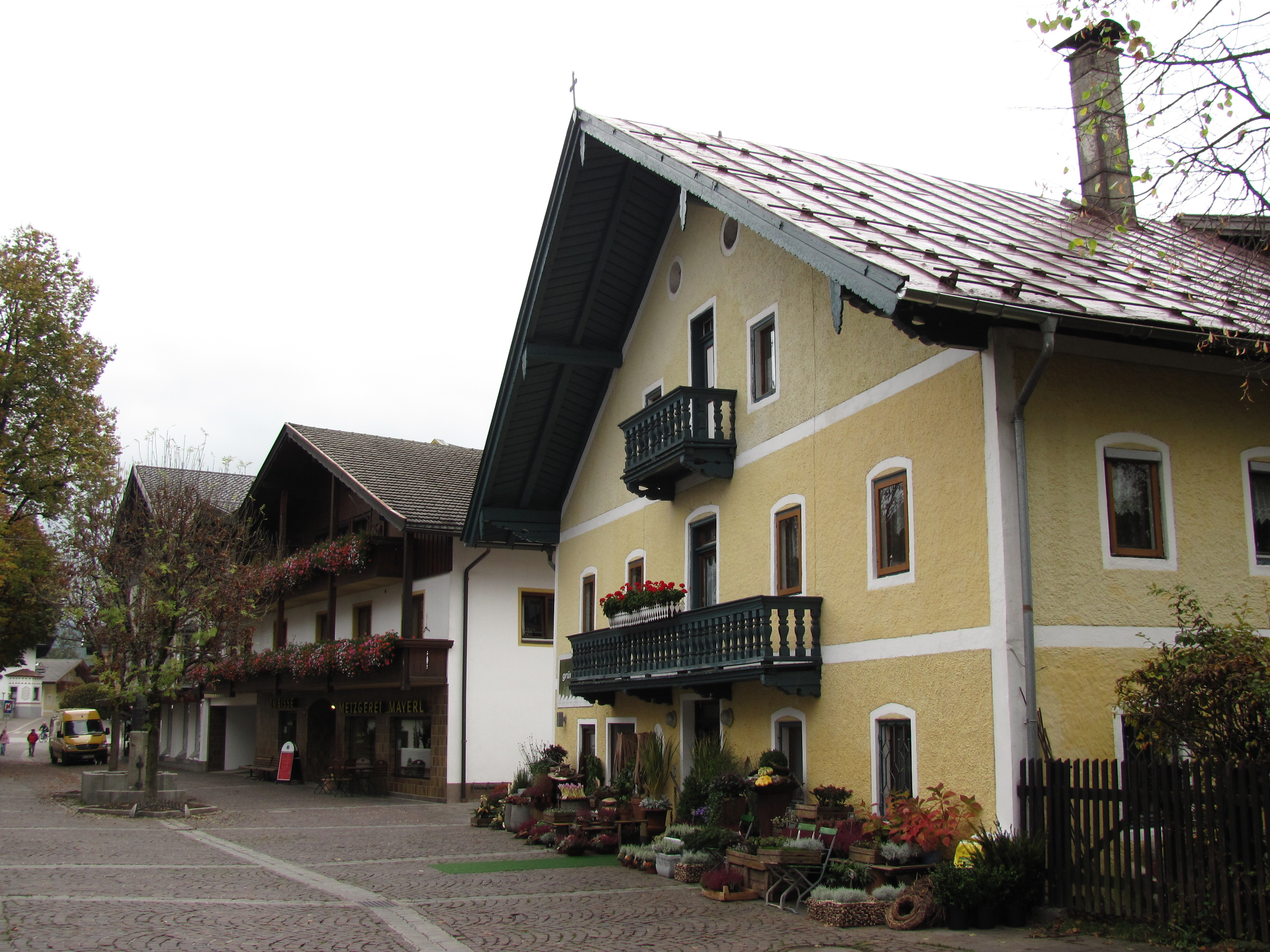
Traditionelle Tiroler Architektur an der Hauptstraße
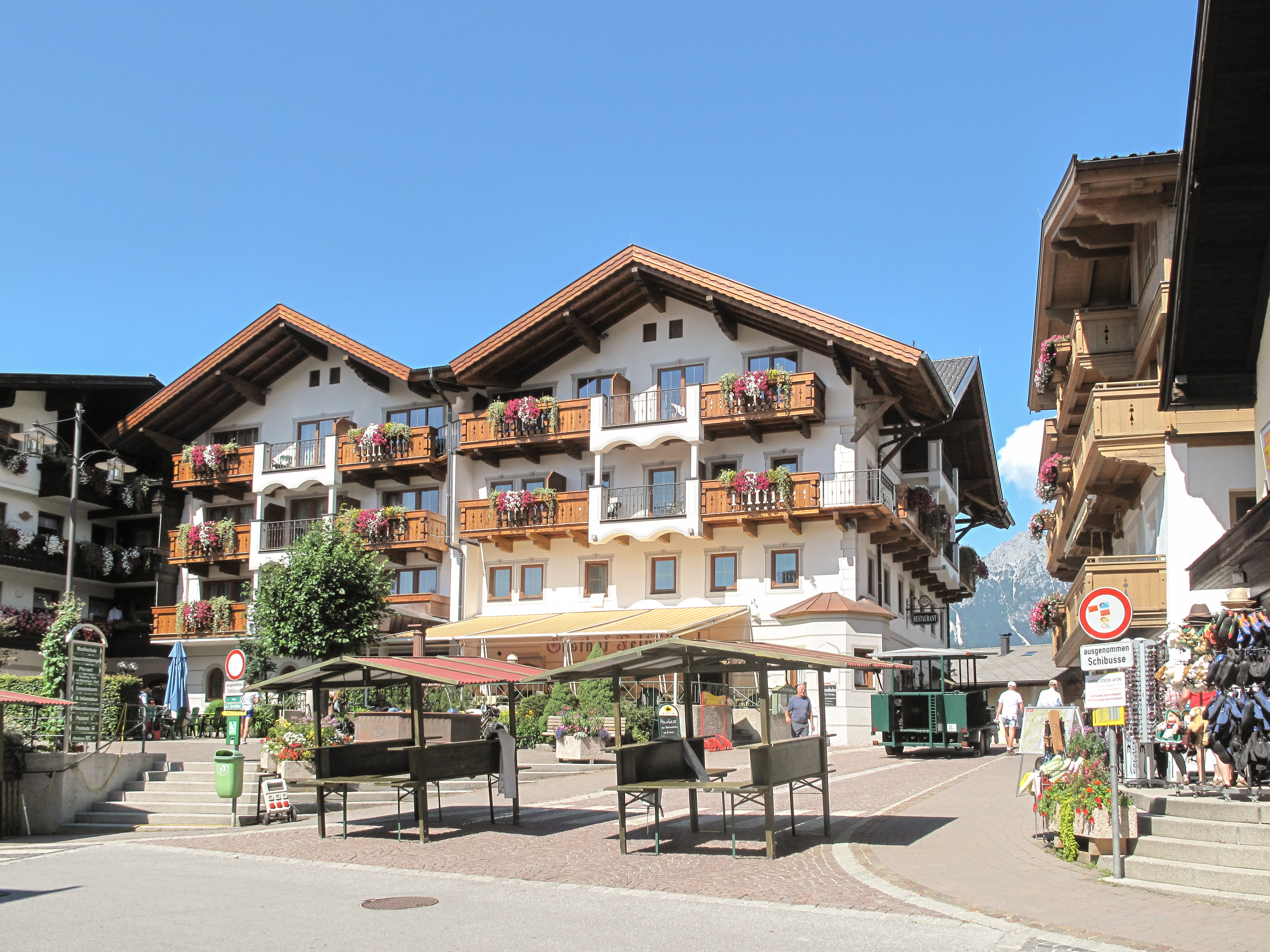
Straße mit Häusern

## Виноски
1. ↑  Dauersiedlungsraum der Gemeinden Politischen Bezirke und Bundesländer - Gebietsstand 1.1.2018 — Статистичне управління Австрії.
2. ↑  https://www.statistik.at/blickgem/blick1/g70526.pdf
3. ↑  www.soell.tirol.gv.at. Архів оригіналу за 6 травня 2021. Процитовано 17 липня 2021.

| Австрія | Це незавершена стаття з географії Австрії. Ви можете допомогти проєкту, виправивши або дописавши її. |